# Léo Dubois
Léo Michel Joseph Claude Dubois (* 14. září 1994) je francouzský profesionální fotbalista, který hraje na pozici pravého obránce za turecký klub İstanbul Başakşehir FK, kde je na hostování z Galatasaraye. Mezi lety 2019 a 2021 odehrál také 13 utkání v dresu francouzské reprezentace.

## Mládí
Duboisův otec Jean-Pierre se narodil v Libanonu a ve 13 měsících byl adoptován francouzskou rodinou.

## Klubová kariéra

### Mládežnická kariéra
Jako mladík Dubois trénoval s amatérskými týmy SC Gemmois a ES Segré.

### Nantes
Dubois se nakonec dostal do kádru prvoligového klubu FC Nantes a debutoval v lize 9. května 2015 proti Bordeaux při venkovní porážce 2:1; Po 83 minutách nahradil Kiana Hansena.

### Lyon
Dubois přestoupil do Lyonu 1. července 2018. S klubem podepsal čtyřletou smlouvu. Dne 27. září 2020 vstřelil Dubois svůj teprve pátý gól v Ligue 1 ve více než 140 zápasech při remíze 1:1 s Lorientem na Stade du Moustoir. V roce 2021 jej trenér Peterem Boszem po odchodu Memphise Depaye do Barcelony jmenoval kapitánem klubu.

### Galatasaray
Dne 21. července 2022 podepsal Dubois smlouvu s klubem Süper Lig Galatasarayem za asi 3 miliony eur.
V sezóně 2022/23 se s Galatasarayem stal mistrem Süper Lig, když Galatasaray v zápase hraném v 36. týdnu dne 30. května 2023 porazil Ankaragücü (4:1), a tak si zajistil vedení 2 týdny před koncem soutěže a vyhrál 23. ligový titul ve své historii.

## Reprezentační kariéra
Dubois byl poprvé povolán do francouzského seniorského týmu v květnu 2019. Debutoval 2. června 2019 při přátelském vítězství 2:0 proti Bolívii, když ve 46. minutě hry nahradil Benjamina Pavarda. O 9 dní později si Dubois připsal svůj první start za francouzský národní tým a odehrál celý zápas v kvalifikaci na Mistrovství Evropy ve fotbale 2020 při výhře 4:0 nad Andorrou.
Dne 10. října 2021 nastoupil Dubois jako náhradník v 79. minutě finále Ligy národů UEFA, zápasu, který Francie vyhrála 2:1 nad Španělskem.

## Statistiky

### Klubové
Platí k zápasu hranému 8. května 2022.
| Klub              | Sezóna            | Liga              | Liga   | Liga | Národní pohár | Národní pohár | Ligový pohár | Ligový pohár | Kontinentální | Kontinentální | Celkově | Celkově |
| Klub              | Sezóna            | Divize            | Zápasy | Góly | Zápasy        | Góly          | Zápasy       | Góly         | Zápasy        | Góly          | Zápasy  | Góly    |
| ----------------- | ----------------- | ----------------- | ------ | ---- | ------------- | ------------- | ------------ | ------------ | ------------- | ------------- | ------- | ------- |
| Nantes            | 2014/15           | Ligue 1           | 2      | 0    | 0             | 0             | 0            | 0            | —             | —             | 2       | 0       |
| Nantes            | 2015/16           | Ligue 1           | 24     | 0    | 2             | 0             | 1            | 0            | —             | —             | 27      | 0       |
| Nantes            | 2016/17           | Ligue 1           | 36     | 0    | 2             | 0             | 3            | 0            | —             | —             | 41      | 0       |
| Nantes            | 2017/18           | Ligue 1           | 34     | 3    | 1             | 0             | 0            | 0            | —             | —             | 35      | 3       |
| Nantes            | Celkově           | Celkově           | 96     | 3    | 5             | 0             | 4            | 0            | —             | —             | 105     | 3       |
| Lyon              | 2018/19           | Ligue 1           | 25     | 1    | 3             | 1             | 1            | 0            | 5             | 1             | 34      | 3       |
| Lyon              | 2019/20           | Ligue 1           | 16     | 0    | 1             | 0             | 1            | 0            | 9             | 0             | 27      | 0       |
| Lyon              | 2020/21           | Ligue 1           | 37     | 2    | 3             | 0             | —            | —            | —             | —             | 40      | 2       |
| Lyon              | 2021/22           | Ligue 1           | 23     | 0    | 0             | 0             | —            | —            | 5             | 0             | 28      | 0       |
| Lyon              | Celkově           | Celkově           | 101    | 3    | 7             | 1             | 2            | 0            | 19            | 1             | 129     | 5       |
| Galatasaray       | 2022/23           | Süper Lig         | 0      | 0    | 0             | 0             | —            | —            | 0             | 0             | 0       | 0       |
| Celkově v kariéře | Celkově v kariéře | Celkově v kariéře | 197    | 6    | 12            | 1             | 6            | 0            | 19            | 1             | 234     | 8       |

### Reprezentační
Platí k zápasu hranému 16. listopadu 2021.
| Národní tým | Rok     | Zápasy | Góly |
| ----------- | ------- | ------ | ---- |
| Francie     | 2019    | 4      | 0    |
| Francie     | 2020    | 2      | 0    |
| Francie     | 2021    | 7      | 0    |
| Celkově     | Celkově | 13     | 0    |

## Úspěchy
Nantes II
- Championnat de France Amateur 2: 2012/13

Lyon
- Poražený finalista Coupe de la Ligue: 2019/20

Galatasaray
- Süper Lig: 2022/23

France
- Liga národů UEFA: 2020/21